# Stephen Heilman
Martin Stephen Heilman (* 25. Dezember 1933 in Tarentum (Pennsylvania)) ist ein US-amerikanischer Mediziner und Ingenieur, Gründer der Medizintechnik Firma Medrad.
Heilman war ein Mediziner, der 1964 die Firma Medrad in Indianola bei Pittsburgh gründete, um seine Erfindung, den ersten angiographischen Injektor zu vermarkten. Daraus wurde eine erfolgreiche Medizintechnik-Firma. 1972 traf er den Arzt Michel Mirowski, der mit Morton Mower einen Implantierbarer Kardioverter-Defibrillator (ICD) entwickelt hatte. Ursprünglich arbeiteten Mirowski und Morton mit Medtronic zusammen, die aber an der weiteren Entwicklung nicht mehr interessiert waren. Heilman erkannte das Potential und holte den Ingenieur Alois Langer ins Entwicklungsteam. 1980 wurde der erste ICD implantiert. Nach der FDA Zulassung 1985 verkauften sie die Entwicklungsgesellschaft Intec an Eli Lilly für 100 Millionen Dollar.
2002 wurde er die National Inventors Hall of Fame aufgenommen. 